# 리구리아주
리구리아주(Regione Liguria)는 이탈리아 북서부에 위치한 주이며, 주도는 제노바이다.  알프스산맥과 아펜니노산맥 사이에 위치해 있으며, 옛 제노바 공화국과 범위가 대략적으로 일치한다. 리구리아는 서쪽으로는 프랑스 (프로방스알프코트다쥐르), 북쪽으로는 피에몬테주, 동쪽으로는 에밀리아로마냐주, 토스카나주와 접한다. 나머지는 리구리아해와 경계를 맞대고 있으며, 알프스지중해 유로리전을 이루고 있는 지역 중 하나이다.

## 어원
리구리아(Liguria)라는 지명은 라틴어 도래 이전에서 비롯하였으며 그 기원은 불분명하다. 라틴어 형용사 리구스티쿰(Ligusticum) 및 리구스쿠스(Liguscus) 등은 '리구스크-'(ligusc-)라는 어근을 갖고 있는 것으로 밝혀졌는데 라틴어 명칭에서 스크(-sc-)는 스(-s-)로 축약되었고, 로터시즘(Rhotacism)에 따라 이후에 리구리아(Liguria)에서의 르( -r-)로 바뀌게 되었다고 한다. 고대 그리스어: λίγυς, lit=Lígus)를 비교해보았을 때 이는 리구리아 출신 사람을 나타냄으로써, 이에 따라 λιγυστική '리구스티케'는 리구리아 지명을 뜻하게 된다. 이 명칭은 고대 리구레스인들로부터 비롯한 것이며, 리구레스인들의 영역은 현재 행정 영역보다 훨씬 컸고, 포강 하류의 이탈리아 북서쪽 영역 전체와 프랑스 남동쪽 영역을 포함했었다.
일부 학자들은 고유럽 제어와의 연관 가능성을 보기도 하는데, 포먼트 스크 (-sc-/-sk-)가 에트루스키, 에우스카디, 가스코뉴 등의 지명에서 존재하기 때문이다. 해당 지명들이 모두 해안 지역들이기에, 공유되고 있는 포먼트는 인도유럽어 이전 해양 민족들이나 가상의 티레니아어족 및 바스크어족에서부터 공유된 것을 전래한 것에서 비롯했을 것이다. 이 주장은 그렇지만 약화되었는데, 에트루스키(에트루리아)라는 명칭이 상대적으로 늦게 형성된 타칭 지명이고 에트루리아인들 본인들이 썼던 자칭 지명은 '라센나'(Rasenna) 또는 '라스나'(Raśna)였기 때문이었다 (그리스어에서 이 자칭 지명은 투르세노이(Tursēnoi) 및 티레노이(Tyrrēnoi)로 변화되었고, 라틴어에서는 에트루리아 및 투스키아가 되어, 오늘날 토스카나라는 지명이 되었다.)

## 지리

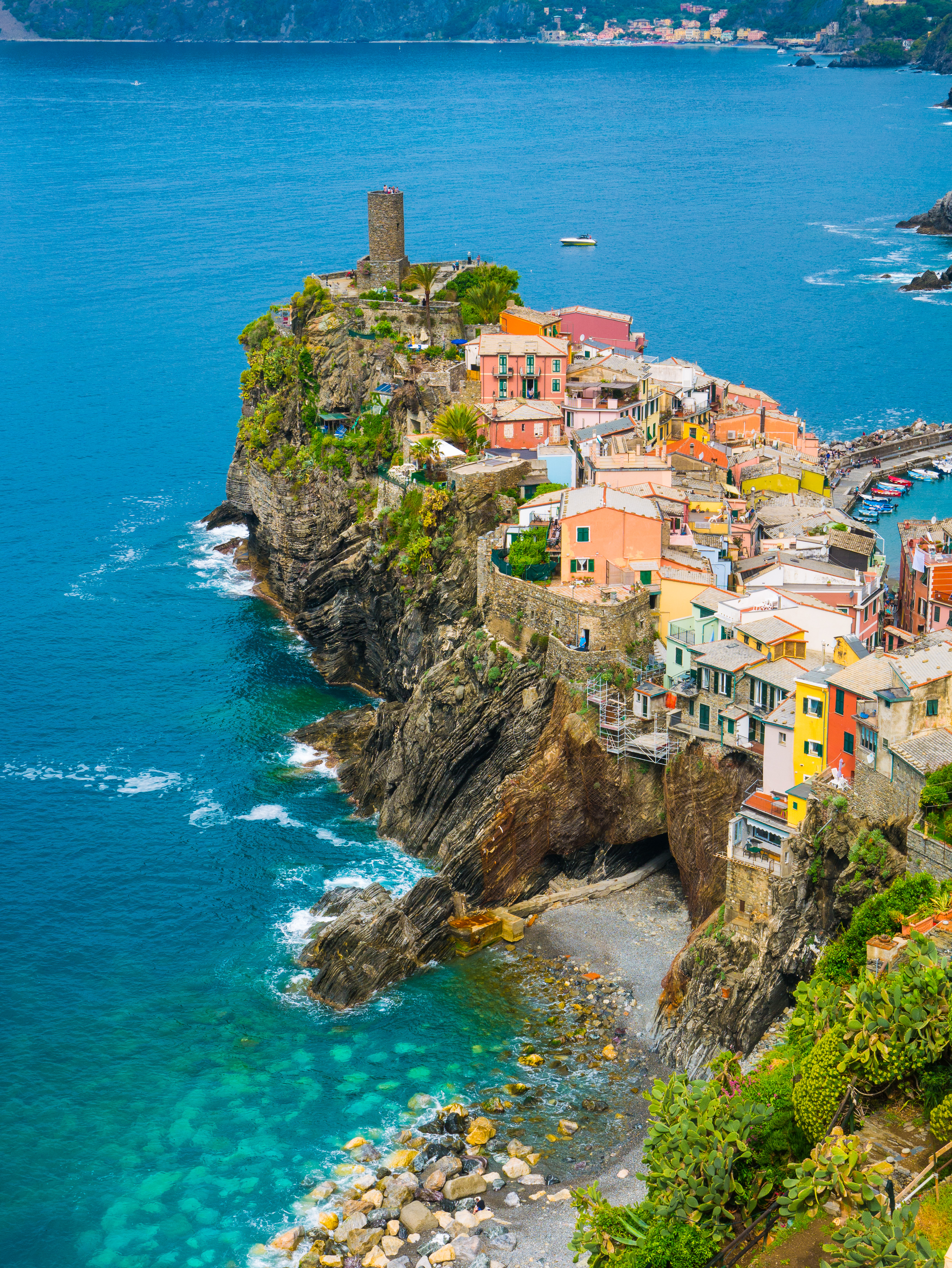
친퀘 테레

리구리아의 좁은 육지는 바다와 알프스산맥, 아펜니노산맥과 마주하고 있다. 일부 산맥들은 해발2,000 m (6,600 ft)에 이르고, 분수계는 평균 해발 약 1,000 m (3,300 ft)를 따라 형성되어 있다. 최고 고지대는 사카렐로산(2,201 m (7,221 ft))의 정상 부분이다.
리구리아는 발레다오스타, 몰리세에 이어 세 번째로 작은 이탈리아 지역이지만, 이탈리아 평균보다 훨씬 높은, 287 ab/km2이라는 인구 밀집도를 지녀 가장 높은 인구 밀집도를 보이는 지역 하나로, 캄파니아, 롬바르디아, 라치오 다음으로 많다. 그렇지만 산악 지역과 해안 지역 간의 밀집도 차이를 보인다.
이 지역은 동쪽에서 서쪽까지 가로 막힌 고리를 형성하고 있는 리구리아 알프스와 리구리아 아펜니노 사이에 가로 막혀 있으며, 이곳의 지형학 상 불연속적인 상황에서, 알프스/아펜니노산맥이 극도로 조밀하고 일렬로 정렬된 높은 산맥이 있는 지역들도 있고 (벤티밀리아 북쪽에 위치한, 제2차 세계대전 이후 프랑스 영토가 된 산괴는 해발 2700–3000 m에 이른다) 반면에 높이가 매우 높지 않고 해발 높이가 500 m에 다다르지 않는 짧은 계곡 및 산길들(보케타 디 알타레, 파소 데이 조비, 크로체타 도레로)이 깊이 형성되어 있는 산악 경계가 있는 지역도 있다(예시로 사보나와 제노바 지역).
리구리아의 구불구불한 아치형 지형은 벤티밀리아에서 라스페치아까지 이어진다. 이 중에, 3,524.08 km2 (1,360.65 mi2)가 산악 지대 (총 65%)이고 891.95 km2 (344.38 mi2)가 구릉 지대 (35%)이다. 리구리아의 자연 보호 구역은 전체 영역의 12%에 해당하는 600 km2 (230 mi2)이며 국립 보호구역 한 곳, 대공원 여섯 곳, 소공원 두 곳, 자연 보호구역 세 곳으로 이뤄져 있다.
대륙붕은 매우 좁고 가팔라서 거의 350-킬로미터 (220 mi) 길이에 해당하는 해안선을 따라 곧장 상당한 깊이로 내려간다. 포르토베네레와 포르토피노의 곶을 제외하면, 리구리아 해안선은 일반적으로 들쑥날쑥하지 않고 보통 높다. 규모가 큰 물줄기의 하구가 위치한 곳은 작은 해변이었으며, 제노바와 라스페치아를 제외하면 깊은 만은 없고 자연 항구가 갖춰져 있다.
바다를 끼고 있는 해안가 너머에 있는 언덕 지대는 일년 내내 온화한 기후를 띤다. 평균 겨울 기온은 7 to 10 °C (45 to 50 °F)이고 여름철에는 23 to 24 °C (73 to 75 °F)으로, 이런 점은 한겨울에도 쾌적한 환경을 제공한다. 강수량은 해안 가까이에 있는 산맥들이 산악 효과를 만들어냄에 따라 때에 따라 풍부하다. 제노바와 라스페치아는 1년에 강수량을 2,000 mm (80 in)까지 볼 수 있으며 다른 지역들에서는 매년 500 to 800 mm (20 to 30 in) 정도의 평균적인 지중해 강수량을 보인다.
2023년에, 환경 보호 연구소의 토지 소모에 대한 보고서에 따르면, 마르케와 리구리아는 해안 지역 토지에 대한 건축물 공급 과잉을 겪고 있다.

## 역사

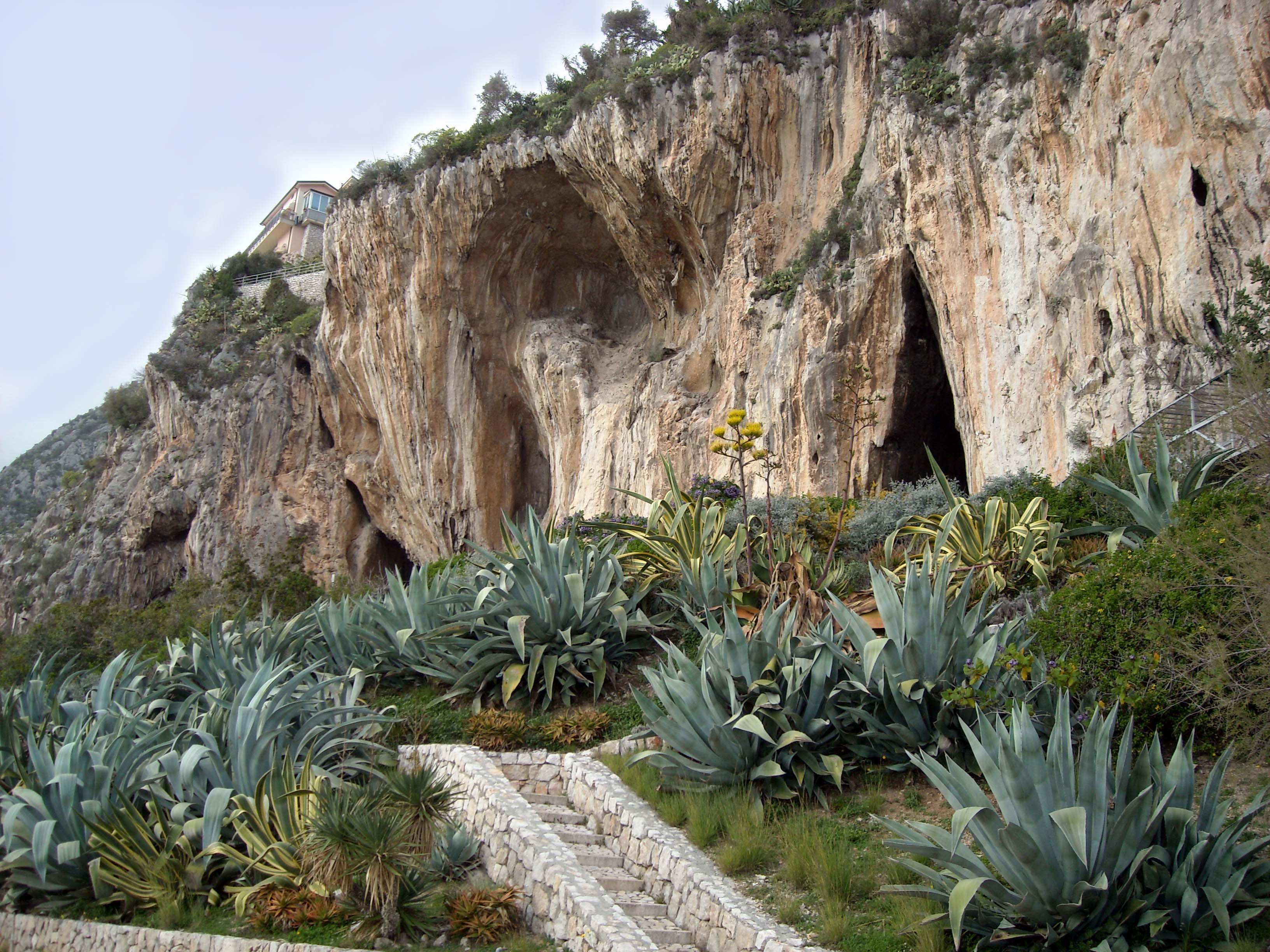
대략 100m 높이 위의 절벽에 위치한 발치 로시(Balzi Rossi) 동굴은 중기 구석기 시대 (300,000년 전)에서부터 리구리아의 고대 도시 벤티밀리아 설립까지 인간 거주의 흔적들을 보여주고 있다.

### 선사 시대

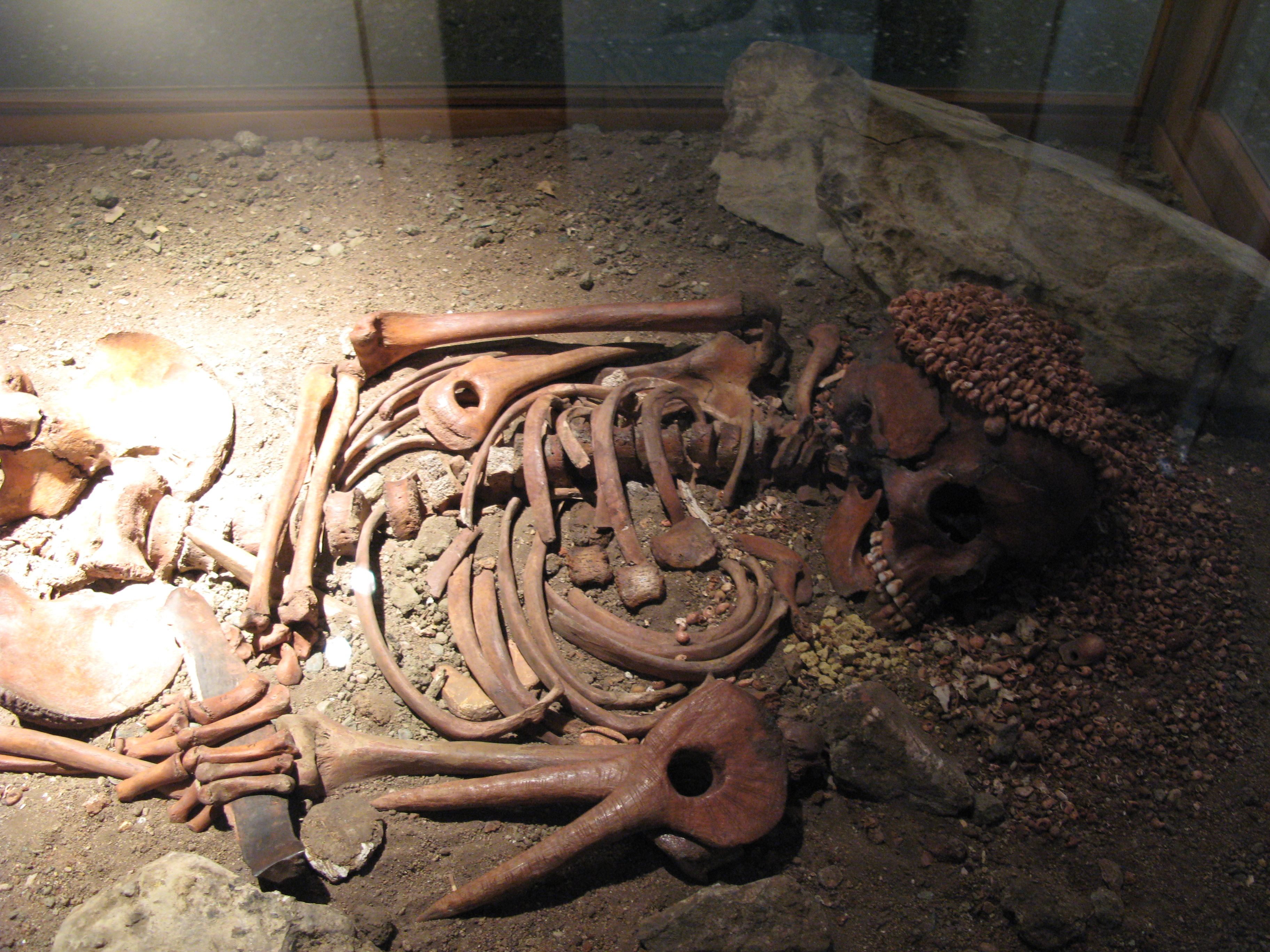
고고학자들이 '어린 왕자'라는 별명을 붙여진 후기 구석기 시대 (29,000년 전)의 청소년 유해. 대략 14세로 추정되는 이 유해는 남쪽을 향해 지표면에서 7미터 아래의 적토에 눕혀져 있었으며, 조개 껍데기로 만든 구술, 사슴의 이빨로 장식된 머리 띠를 쓰고 있었다.

리구리아의 인간 존재에 대한 흔적은 선사 시대 때로 거슬러 올라간다. 니스항 인근, 테라 아마타(Terra Amata)에서, 약 300,000전의 것으로 추정되는 유목민 사냥꾼들이 지은 오래된 우두막들의 흔적이 발견됐다. 이곳의 층위는 각기 다른 취락 시기를 보여주며, 중방부에 난로가 있는 타원형 우두막의 잔해, 잘게 쪼개진 세석, 긁개, 그리고 멧돼지, 거북이, 쌍코뿔소, 남방 코끼리, 오록스, 여러 종류의 새들이 발견되었다. 네안데르탈인의 흔적들도 로아노(Loano) 근처에서 발견됐다. 토이라노의 동굴에는, 후기 구석기 시대의 말 때로 추정되는 흔한 흔적들을 볼 수 있다. 크로마뇽인을 연상시키는 유해들도 벤티밀리아의 발치 로시 동굴에서 등장하였다. 아레네 칸디데(Arene Candide)에는 신석기 시대와 20,000년과 18,700년 전의 것으로 올라가는 에피그라베티안 지층의 흔적이 존재하며, 펜나바이라천(Pennavaira-川)을 따라 있는 동굴과 인가우노(Ingauno) 지역의 동명의 계곡에서, 기원전 7,000까지 거슬러 올라가는 인류의 흔적들이 발견되었다.
구리는 기원전 4천년대 중렵부터 리구리아에서 채광되기 시작하였고 리비올라와 몬테로렌토의 광산들은 기원전 3700년대의 것으로 거슬러 올라간다. 이 광산들은 서지중해 지역들에서는 가장 오래된 구리 광산들이다.
기원전 2천년대 (신석기)때부터, 북부 이탈리아 대부분에 해당하는 방대한 영역에서 리구리아인들의 존재에 대한 기록들이 존재한다.
저 멀리 서쪽으로는 스페인의 지중해 해안 그리고 남동쪽으로는 테베레강에 이르기까지 자신들의 존재를 밀고 나갔으며, 코르시카, 사르데냐, 시칠리아 등 주요 섬의 해안가를 식민지를 건설한 고대 리구리아인들은 론강에서 아르노강에 이르기까지 여러 부족들로 나뉘어 지중해 해안선에 정착하였을 것이라 보통 여겨진다. 이들의 여러 도자기 유물들이 남아 있다.

### 제노바 건설
제노바 지역은 기원전 5천년 또는 4천년 이래로 인류가 거주해왔다. 고대 시대에 이 지역은 리구레스인(Ligures, 고대 민족들로 이들에서 리구리아라는 이름이 명명됐다)들이 거주했었다. 1898년과 1910년에 걸쳐 제노바에서 실시된 발굴에 따르면, 제노바에 살았던 리구레스인들은 발굴 중에 나온 유물들에서 확인되었듯이 에트루리아인과 고대 그리스인 등과 무역 관계를 유지했었다. 기원전 5세기에 최초의 도시 또는 오피둠이 오늘날 카스텔로라 불린 언덕 꼭대기에 세워졌으며, 이곳은 오늘날 중세 구도심에 속한다. 고대 리구리아 도시는 아르테미도로스 에페시오스와 폼포니우스 멜라 등이 언급한 스탈리아(Stalia , Σταλìα)로 알려졌는데, 이 지명은 제노바 해안에서 약 3 km (2 mi) 거리에 있는 스탈리에노 (Staglieno)라는 이름에 남아 있다. 스탈리아는 제2차 포에니 전쟁 기간 (기원전 218년-기원전 201년) '포이두스 아이쿰'(foedus aequum, 동등한 계약)을 통해 로마와 동맹을 맺었다. 카르타고인들은 이런 이유로 스탈리아를 기원전 209년에 파괴하였다. 스탈리아는 재건되었고, 카르타고 전쟁이 기원전 146년에 종전된 이후, 무니키피움 권리를 부여받았다. 이후 본래의 '카스트룸'(castrum)은 현재의 산타 마리아 디 카스텔로와 산 로렌초 지역으로 확장되었다. 이곳의 교역품에는 가죽, 목재, 꿀 등이 있었으며, 이 상품들은 제노바 지역에서 토르토나, 피아첸차 등 주요 도시들로 옮겨졌다. 로마 시대의 고고학 유적지들 중에 원형 극장도 발견되기도 하였다.

### 로마 시대

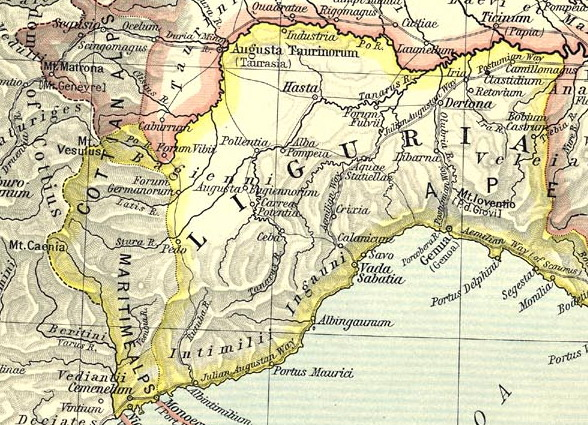
바르강과 마그라강 사이에 위치한 로마 시대 리구리아의 지도

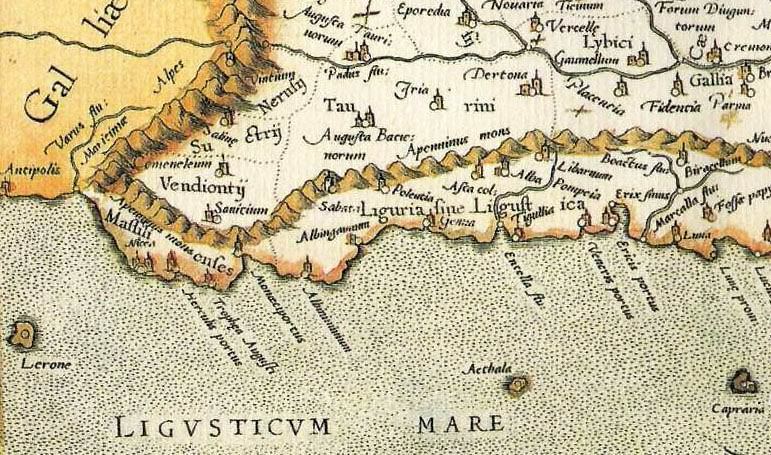
바르강과 마그라강 사이에 위치한 로마 시대 리구리아의 지도. 칸은 중세 시대 때 프랑스에 합병되었다.

리구리아 서쪽에 위치한 니스 백국의 지도. 사르데냐 왕국의 영토는 1860년 프랑스에 합병되었다(옅은 갈색). 붉은 색 지역은 1860년 이전 이미 프랑스의 영토가 된 지역이다.

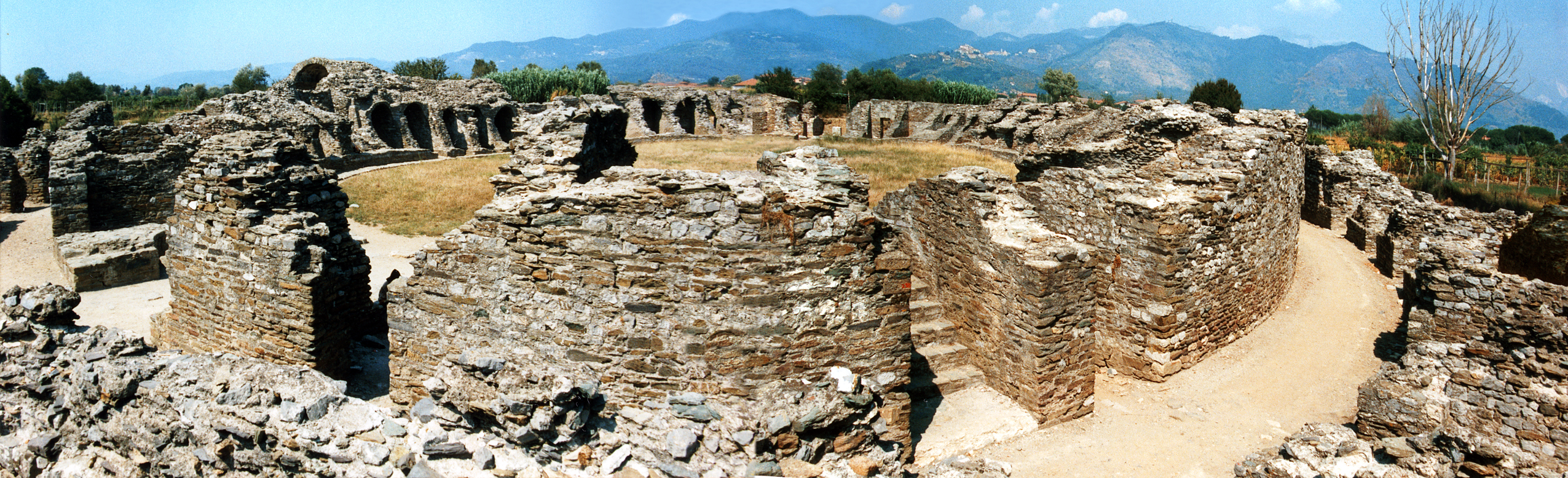
루니의 로마 시대 원형 극장 (서기 1세)

제1차 포에니 전쟁 기간, 고대 리구리아인들은 분열되어 있었고, 그 중에 일부는 카르타고 편에 섰고, 스탈리아 (훗날의 제노바)인들을 포함한 다른 이들은 로마 편에 섰다. 아우구스투스 재위 때, 리구리아는 해안선부터 포강 유역에 이르는 범위에 걸쳐 이탈리아 지방 (Regio IX Liguria)으로 지정되었다. 대형 로마의 도로들 (해안의 아우렐리아 및 율리아 아우구스타 가도, 내륙의 포스투미아 및 아이밀리아 스카우리 가도)이 지역의 통일성을 강화하고 교류와 무역을 늘리는 데 도움을 줬다. 주요 도시들이 해안 지역을 따라 개발되었고, 이에 대한 증거가 알벤가, 벤티밀리아, 루니 등의 유적지에 남아 있다. 기원전 180년에, 로마인들은 갈리아 정복을 위해 리구리아인들의 반란을 없앨 목적으로, 리구레스 부족 중 하나인 아푸아니족 47,000명을 추방하였고, 이들을 아벨리노와 베네벤토 사이에 있던 삼니움족의 지역으로 보냈다.

### 중세 시대

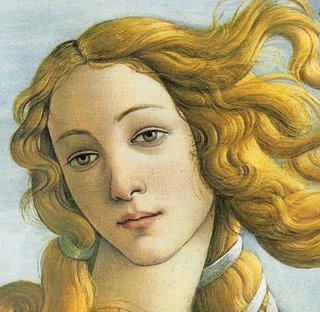
르네상스 시기 미인으로 유명하였던 리구리아 출신의 시모네타 베스푸치는 보티첼리의 '비너스의 탄생' 모델이었을 수 있다.

4세기와 10세기 사이에, 리구리아는 비잔티움 제국, 랑고바르드족의 로타리 (641년경), 프랑크족 (774년경)의 지배를 받았다. 또한 사라센과 노르만족 약탈자들의 침입을 받기도 하였다. 10세기에, 해적들의 위협이 줄어들면서, 리구리아 지역은 오베르텐가 (Obertenga, 동쪽), 아르두이니카 (Arduinica , 서쪽), 알레라미카 (Aleramica, 중앙) 등 세 개 변경백으로 나뉘었다. 11세기와 12세기에, 이 변경백들은 세습 영지로 쪼개지게 되었고, 이후에 주교들의 권력이 강화됨에 따라, 봉건 구조는 서서히 약화되기 시작하였다. 리구리아의 주요 도시들, 그 중에서도 특히 해안을 따라 있는 곳들은 도시 국가들이 되었으며, 그 중에 제노바는 자신들의 세력을 곧 확장시켜냈다. 그럼에도, 내륙 지방의 귀족 가문에 속한 영지들은 오랜 기간 유지되었다.

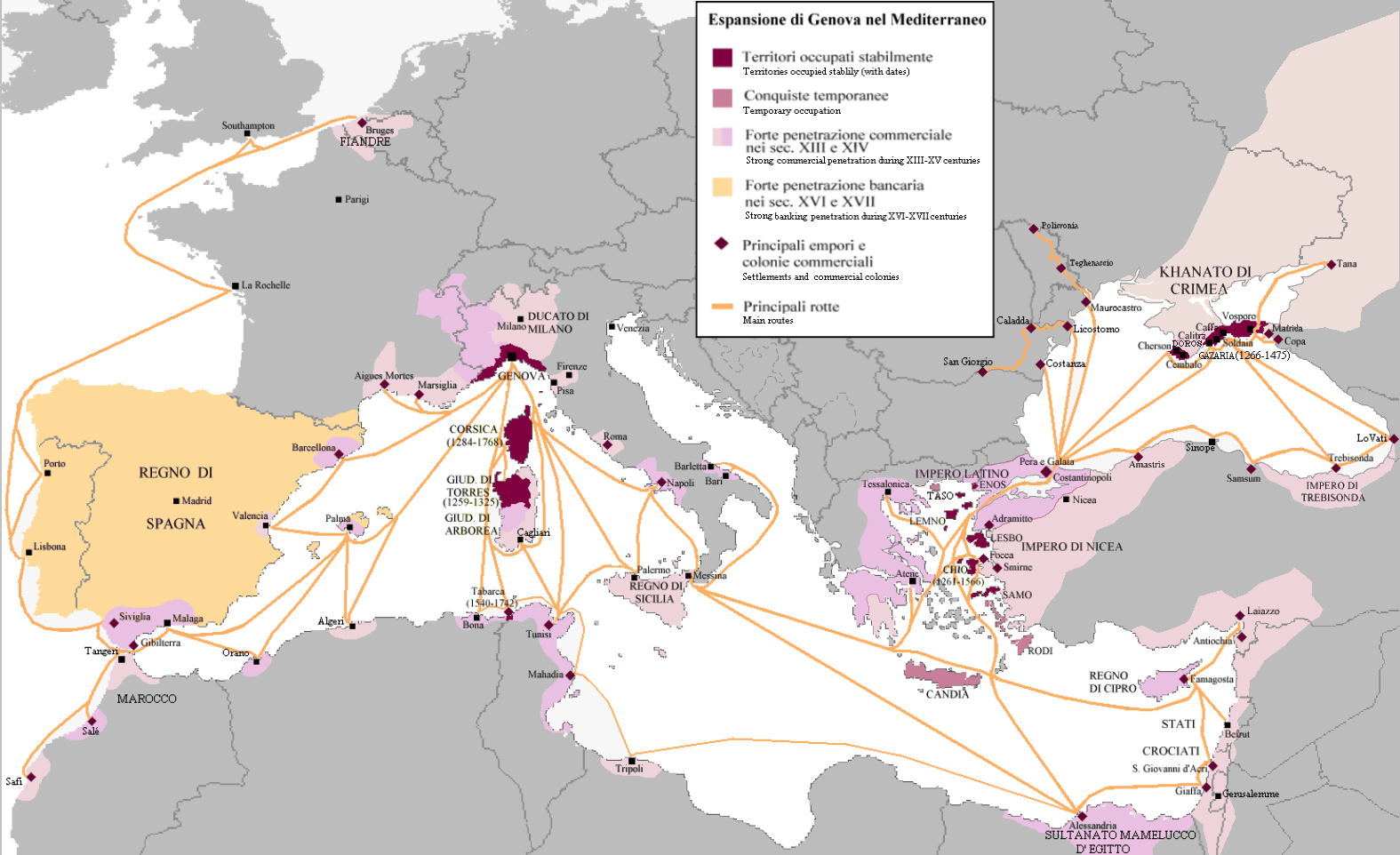
제노바 공화국의 영역 (보라색)

11세기 (제노바의 선박들이 요금을 받고 기사들과 병력을 중동으로 날르며 제1차 십자군 전쟁 기간 중요한 역할을 하였다)와 15세기 사이, 제노바 공화국은 막대한 정치적 그리고 상업적 성공(주로 오리엔트 지방과의 향신료 교역)을 누렸다. 제노바는 12세기와 14세기까지 지중해의 강력했던 해상 공화국 중 하나였으며 멜로리아 해전 (1284년)에서 결정적 승리를 거둔 후, 티레니아해를 장악하였고 비잔티움 제국의 최후의 시기 권력의 중심지에 있었으며 흑해와 크림반도까지 식민지 두기도 하였다.
종신직 도제 도입 (1339년)과 시모네 보카네그라 선출 이후, 제노바는 피날레 후작 및 라이구엘리아 백작 등과 분쟁에 다시 휩싸였고 피날레, 오넬리아, 포르토마우리치오 등 영토를 다시 정복하였다. 제노바의 군사적 그리고 무역적 성공에도 불구하고, 제노바는 제노바의 정치적 구조에 압박을 가하던 외국 세력들의 먹이감으로 전락하였다. 취약한 구조 상황으로 인하여, 제노바 공화국의 지배권은 밀라노의 비스콘티 가문의 손에 넘어갔다. 보카네그라의 지도 하에 대중들의 지지로 비스콘티를 축출시키면서, 공화국은 1396년까지 제노바인들의 소유로 남아있다가, 내부의 불안정한 상황은 도제 안토니오토 아도르노가 제노바의 통치권을 프랑스 왕한테 넘기게 만들었다. 프랑스 세력은 1409년에 축출되었고 리구리아는 1421년 밀라노의 지배권에 들어가 1435년까지 지배를 받았다.

### 근세

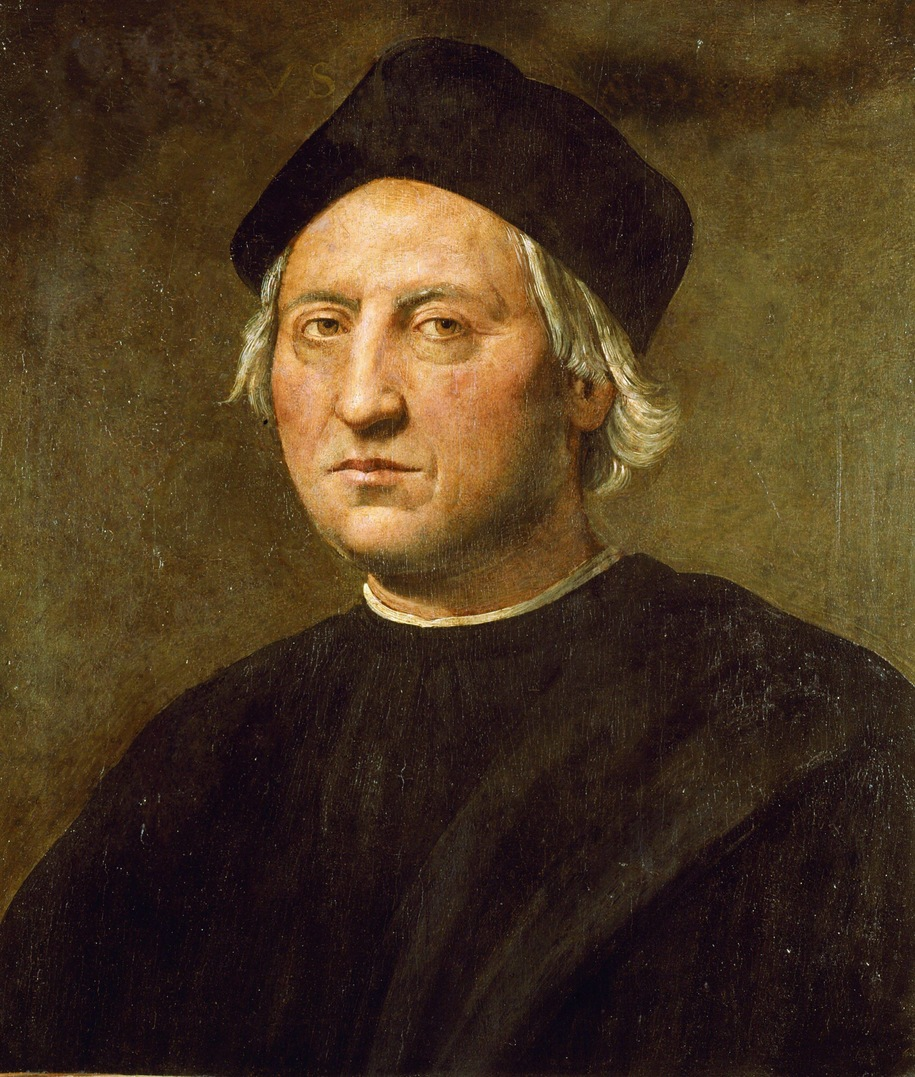
리돌포 델 기를란다요가 그린 크리스토포로 콜롬보의 초상화

리구리아에 대한 프랑스와 밀라노의 번갈아가며 바뀌던 지배는 16세기 초까지 이어졌다. 프랑스의 영향력은 안드레아 도리아가 강력한 스페인의 왕과 동맹을 맺고, 공화국에 약 250년간 상대적 안정성 가져다준 귀족정을 도입하면서 1528년에 멈추었다.
제노바인 탐험가 크리스토포로 콜롬보의 서쪽으로 항해하여 동인도제도에 도달하겠다는 제안은 스페인 왕가로부터 지원을 받았는데, 스페인 측은 이를 아시아와의 수익성 높던 향신료 무역 경쟁에서 경쟁 국가들을 상대로 우위를 차지할 기회로 본 것이었다. 1492년 첫 항해 중에, 그가 의도했던 일본에 도달하는 대신에, 콜롬보는 바하마 제도에 상륙하였고, 그곳을 '산 살바도르'(San Salvador)라 명명했다. 세 차례의 추가적인 항해를 거치며, 콜롬보는 대앤틸리스와 소앤틸리스 제도를 방문하였고, 그 외에도 베네수엘라와 중앙아메리카의 카리브해 해안가에 도달하였으며, 이 지역들을 스페인 제국령으로 선포하였다.

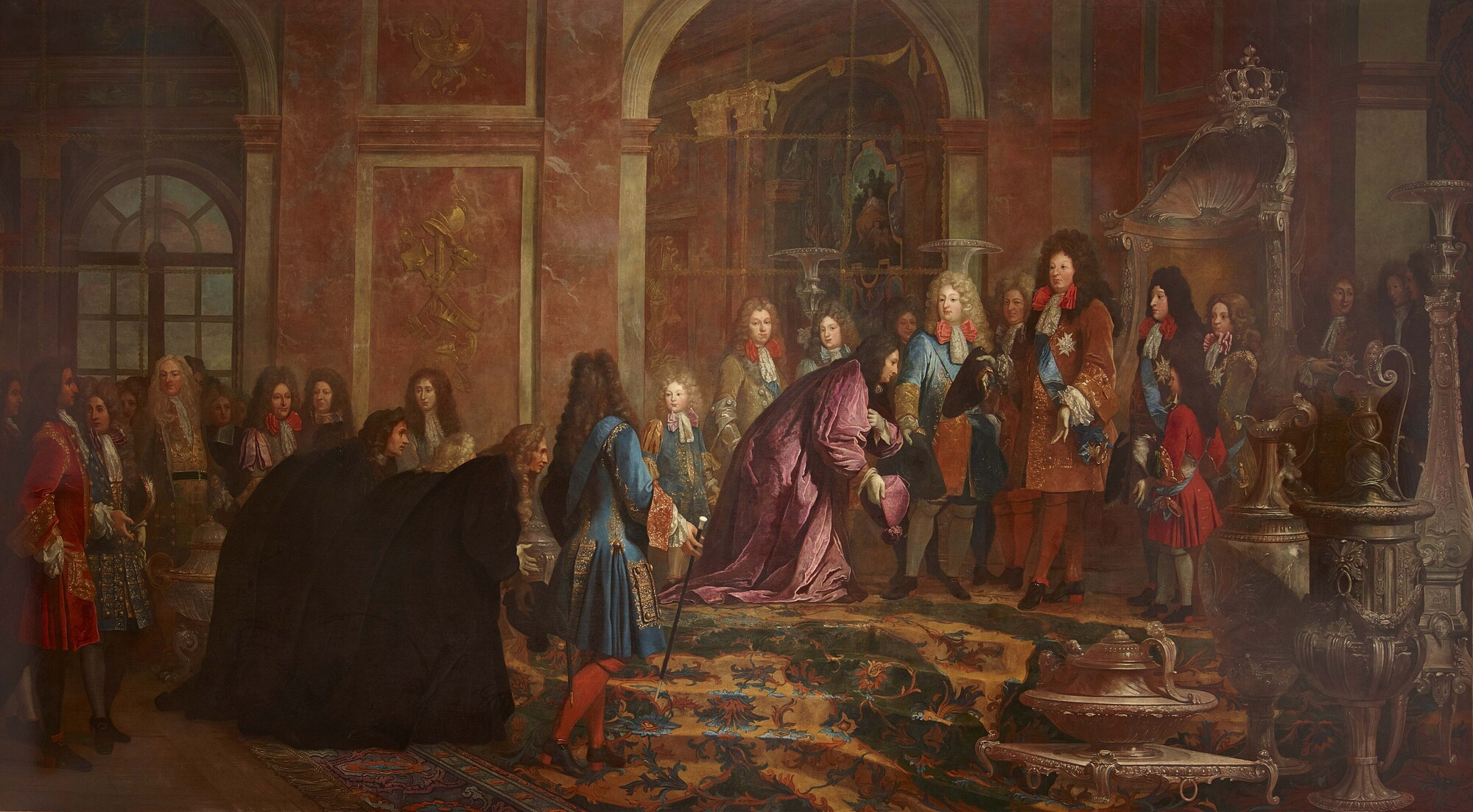
'1685년 5월 15일 루이 14세에게 배상하는 제노바 도제'(클로드 기 알레작)

제노바를 통한 근동 지역의 무역로 가치는 포르투갈 탐험가들이 희망봉을 우회하여 아시아로 향하는 무역로를 발견한 대항해시대 기간 감소하였다. 제노바에 있어서 1684년 루이 14세의 함대의 포격으로 막을 내린 17세기 국제 위기 사태는 제노바에 대한 프랑스의 영향력을 회복해주었다. 결과적으로, 리구리아는 피에몬테와 오스트리아의 군대가 프랑스와 분쟁에 휩싸이며 두 국가에 의해 둘러싸이게 되었다. 오스트리아는 1746년에 제노바를 점령하였으나, 합스부르크의 군대는 대중들의 봉기에 의해 물러나게 되었다. 나폴레옹의 제1차 이탈리아 원정은 과두 정치로 운영되던 제노바 국가의 막을 내려버렸고, 제노바는 프랑스 공화국을 모델로 한 리구리아 공화국으로 전환되었다. 오넬리아와 로아노 등과 통합되어 (1801년), 리구리아는 나폴레옹에 의해 프랑스 제국에 합병되었고 (1805년) 사보나를 중심으로 한 몽테노트, 제노바를 중심으로 한 젠, 키아바리를 중심으로 한 아페넹 등 세 개 데파르망으로 분리되었다.

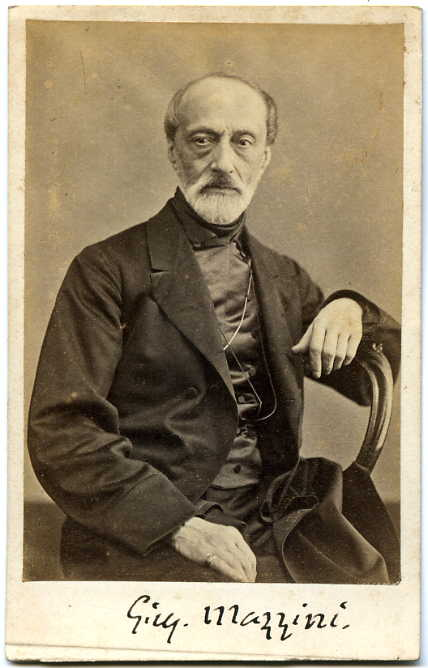
19세기 애국자이자 철학자, 정치인 주세페 마치니.

### 근대와 현대
1814년에 짧은 독립의 시기를 거친 뒤, 빈 조약 (1815년)은 리구리아가 사르데냐 왕국의 일부가 되어야 한다고 결정을 내렸다. 대규모 유혈극으로 막을 내린 1821년 사보이아 왕가에 대한 제노바인들의 봉기는 리구리아 지역의 민족 정서를 불러일으켰다. '리소르지멘토'의 저명 인물 중 일부가 리구리아에서 태어났다 (주세페 마치니, 마멜리, 니노 빅소). 인접한 니스 (당시에는 사르데냐 영토의 일부) 출신인, 이탈리아의 애국자이자 장군인 주세페 가리발디는 1860년 5월 5일 저녁 제노바의 콰르토 지역에 있는 한 바위에서 1천 명의 원정을 시작하였다.

19세기 말과 20세기 초에, 리구리아의 경제 성작은 대단했었다. 제강 공장과 조선소가 임페리아에서부터 라스페치아까지 이르는 해안가를 따라 번성하였고, 제노바의 항구는 산업화가 진행 중이던 북부 이탈리아의 주요 상업적 허브가 되었다. 제2차 세계대전이라는 비극적 시기에, 리구리아는 많은 폭격과 굶주림을 겪었고 독일군에 2년간 점령을 당했으며, 이들을 상대로 한 해방 투쟁이 벌어졌으며, 이탈리아 내에서 가장 눈에 띄는 곳이었다. 연합군이 마침내 제노바에 입성했을 당시, 이들은 이탈리아 파르티잔들에게 환영을 받았으며, 파르티잔들은 성공적인 반란을 펼치던 기간 제노바를 해방시키고 그 지역 독일군의 항복을 받아내기도 했었다. 이러한 점으로, 제노바는 황금 무공 훈장을 수여받았다.

## 인구

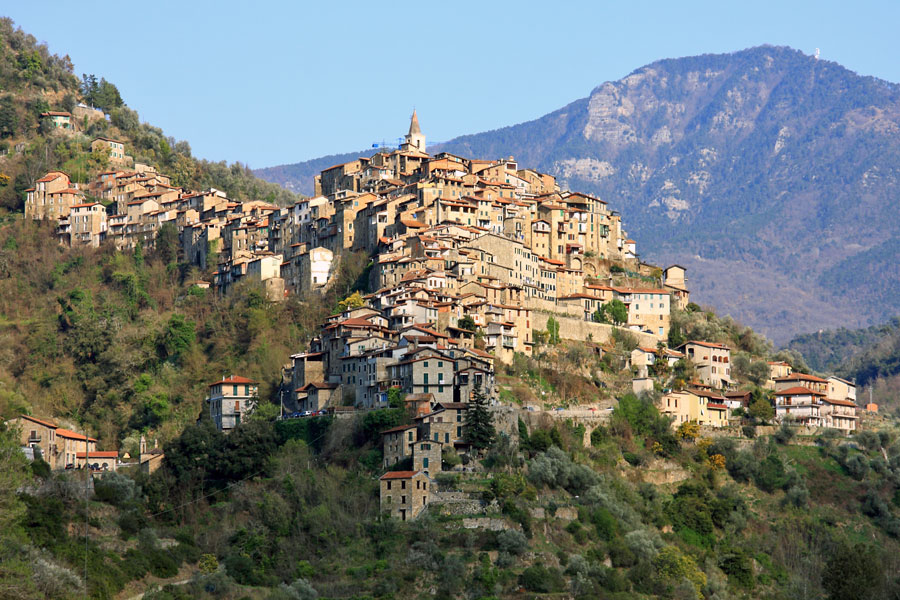
비뇨네산을 배경으로 한 아프리칼레

리구리아의 인구 밀도는 나라 평균보다 많이 높으며 (km당 300명2 또는 mi당 770명2), 국내에에선 캄파니아, 롬바르디아, 라치오 다음으로 높다. 제노바광역시 내, 밀집도는 거의 km당 500명2에 육박하며, 반면에 임페리아주, 사보나주에서는 km당 200명2이하이다. 스페인 여행가 페드로 타푸르는 1436년에 바다에서 리구리아를 바라보며 다음과 같이 언급하였다: "이곳을 모르는 자에게, 사보나에서 제노바까지 이르는 리구리아 해안 전체는 연속된 한 도시같이 보이며, 엄청 많은 이들이 거주하고 있고, 주택들로 아주 빽빽하게 채워져 있다.", 그리고 이 지역 인구의 80% 이상은 해안 근처에서 실거주하고 있으며, 이 해안들에는 제노바 (610,000명), 라스페치아 (95,000명), 사보나 (62,000명), 산레모 (56,000명) 등 5만 명 이상 주요 도 시 네 곳 모두가 위치해 있다.
리구리아의 인구는 1971년부터 2001년까지 감소해오고 있으며, 특히 제노바, 사보나, 라스페치아 등 도시들에서 두드러진다. 이 지역의 인구 피라미드는 현재 하단 부분이 취약한 버섯 모양을 띠고 있다. 이러한 부정적 추세는 경제 회복이 성공하면서 지난 십년간 부분적으로 멈추었으며, 리구리아는 지속적인 이주의 히름을 이끌어내고 있다. 2008년에, 이탈리아 통계청(ISTAT)은 외국 출신 이주민 90,881명이 리구리아에 거주하고 있으며, 이는 전체 인구의 5.8%에 해당한다.

## 경제

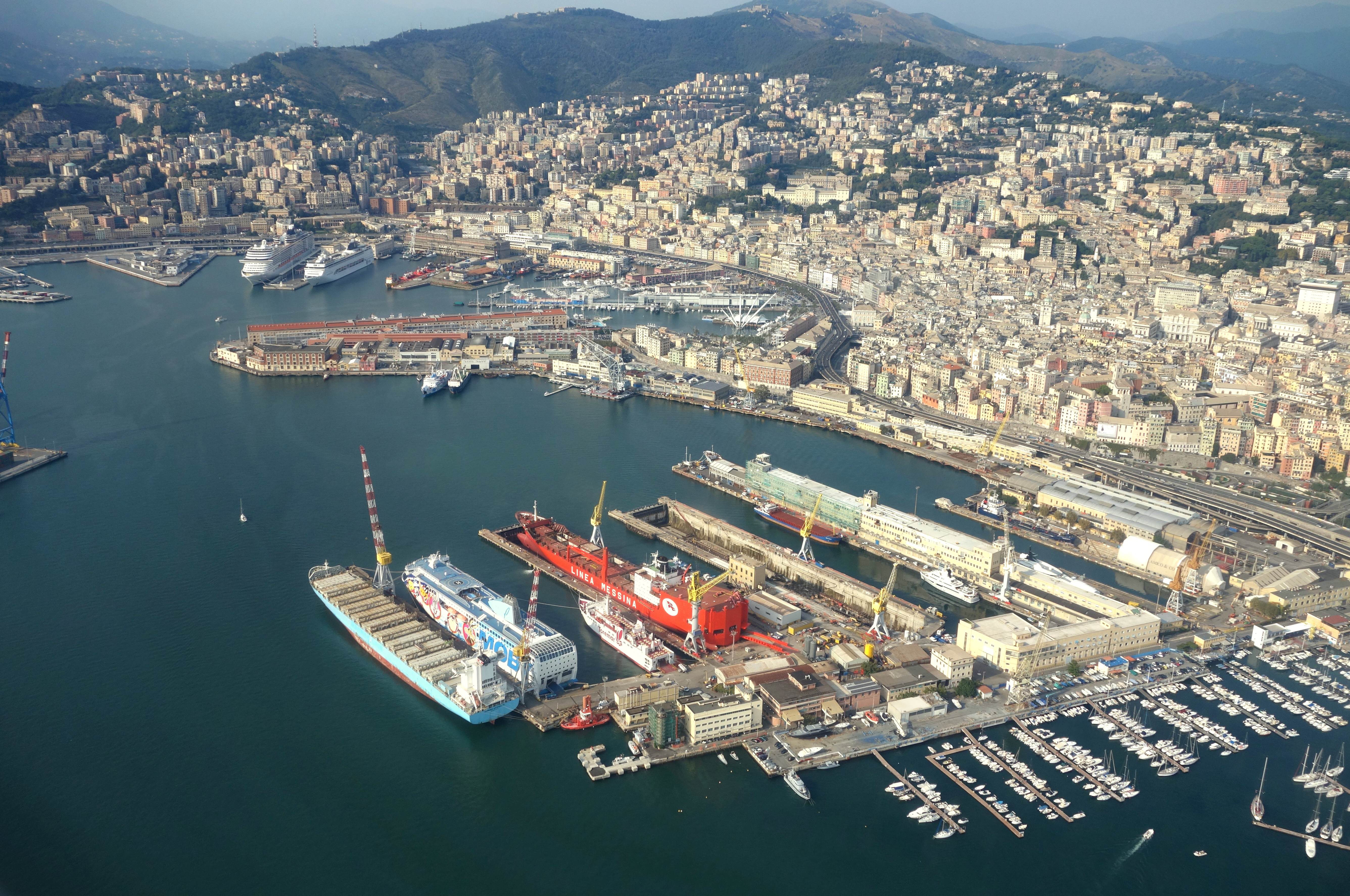
제노바항은 이탈리아 내 가장 분비는 항구이다.

리구리아의 농업은 고품질 생산품(화훼, 포도주, 올리브유)에 집중하는 방식을 늘려나가고 있으며 이에 따라 근로자 1인당 총 부가가치를 전국 평균보다 훨씬 높은 수준으로 유지할 수 있었다 (그 차이는 1999년에는 42% 정도였다). 화훼 생산 가치는 농업 부문에서 75%가 넘는 부분을 차지하였고, 축산업 (11.2%)과 채소 재배 (6.4%) 등이 뒤를 이었다.

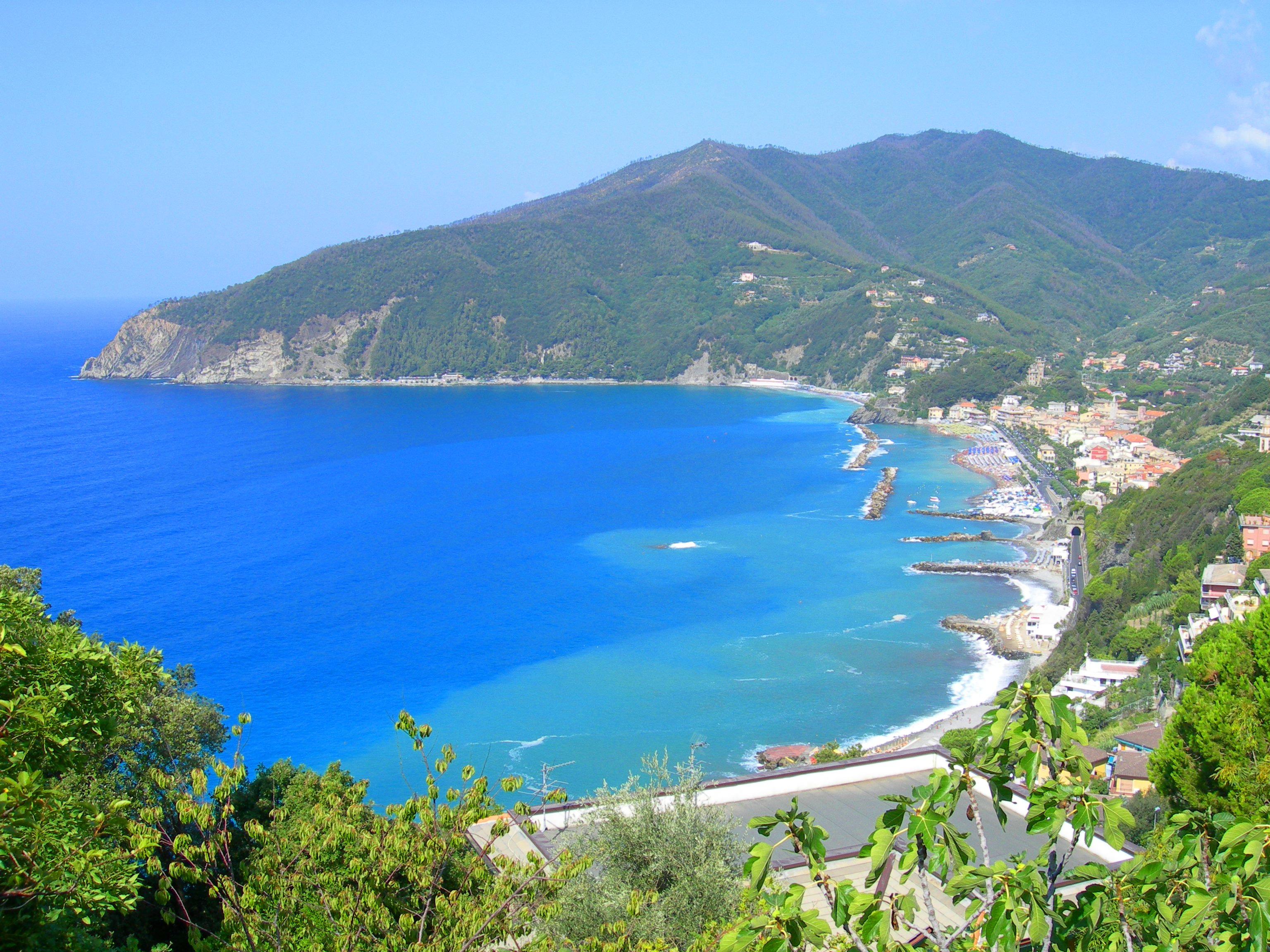
모넬리아

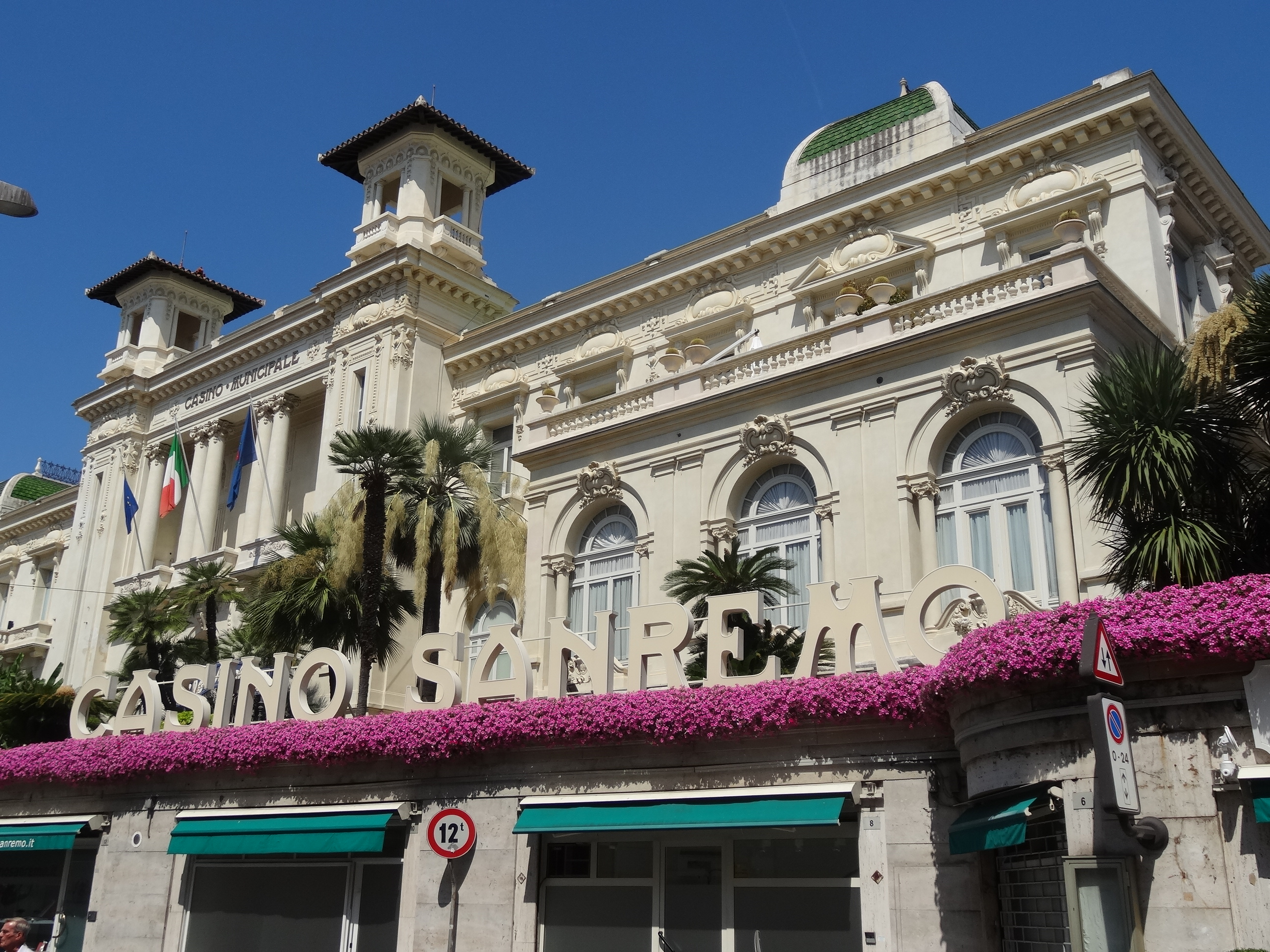
산레모 카시노

경제 성장기인 1950년대와 1960년대 동안 주요 산업이던, 철강업은 1980년 후반 경제 위기 이후로 이탈리아가 기술적으로 진보적이고 덜 오염시키는 방향을 추구함에 따라 중공업에서 멀어짐에 따라 줄어들었다. 따라서 리구리아의 경제는 다양한 분야의 고품질 및 첨단 기술 생산품(식품, 선박, 전자 공학 및 전기 공학, 석유화학, 항공우주 등등)으로 전환하고 있다. 그럼에도, 이 지역은 여전히 번성하고 있는 조선업 부문을 유지하고 있다 (요트 건설 및 유지, 크루즈선 건설, 군함 건설).
서비스업 분야에서, 리구리아의 노동자 1명당 총 부가가치는 국가 평균보다 4% 높다. 이는 특히 상업 및 관광 분야에서 현대 기술의 확산이 증가하고 있기 때문이다.

### 운송
우수한 도로망 (2000년 기준 376 km (234 mi))은 인접한 지방들과의 교통을 상대적으로 수월하게 하고 있다. 주요 고속도로는 해안선을 따라 위치해 있으며, 니스 (프랑스), 사보나, 제노바, 라스페리차 등의 주요 항구들을 잇고 있다. 1,000명당 자동차의 수 (2001년에는 524명)는 나라 평균 (584년)보다 아래이다.
평균적으로, 화물량 약 1,700만 톤이 지역 주요 항구들에서 실어지고 약 5,700만 톤이 내려진다. 교역 규모 5,860만 톤의 제노바항은 이탈리아 제1의 항구이자, 총무역량 컨테이너 186만 톤의 조이아타우로의 환적항 다음으로 많은 컨테이너가 환적이 이뤄진다. 화물 수송 교통의 주요 목지는 시칠리아, 사르데냐, 바르셀로나, 코르시카, 카나리아제도 등이다.

### 경제 통계 자료
리구리아의 국내총생산 (GDP)은 2018년 기준 499억 유로이며, 이탈리아 경제 총생산의 2.8%에 해당한다. 1인당 구매력은  32,000 유로이고 같은 해 유럽 연합 27개국 평균의 106%에 해당한다.
실업률은 2020년에 8.3%이었고 이탈리아 평균보다 살짝 낮았다.
| 연도          | 2006 | 2007 | 2008 | 2009 | 2010 | 2011 | 2012 | 2013 | 2014  | 2015 | 2016 | 2017 | 2018 | 2019 | 2020 |
| ------------- | ---- | ---- | ---- | ---- | ---- | ---- | ---- | ---- | ----- | ---- | ---- | ---- | ---- | ---- | ---- |
| 실업률 (in %) | 4.8% | 4.8% | 5.4% | 5.8% | 6.6% | 6.4% | 8.1% | 9.8% | 10.8% | 9.2% | 9.7% | 9.5% | 9.9% | 9.6% | 8.3% |

### 관광
리구리아는 조그만 하고 그림 엽서 같은 마을들이 여럿 있으며, 그 중에 27곳이 이탈리아 관광 협회와 전국 이탈리아 지방자치단체 연합의 주도로 설립된, 역사와 예술적 분야에 강세를 띠는 소규모 이탈리아 도시들의 비영리 단체인 이탈리아의 가장 아름다운 마을(I Borghi più belli d'Italia)에 선정되었다.

## 행정 및 정치

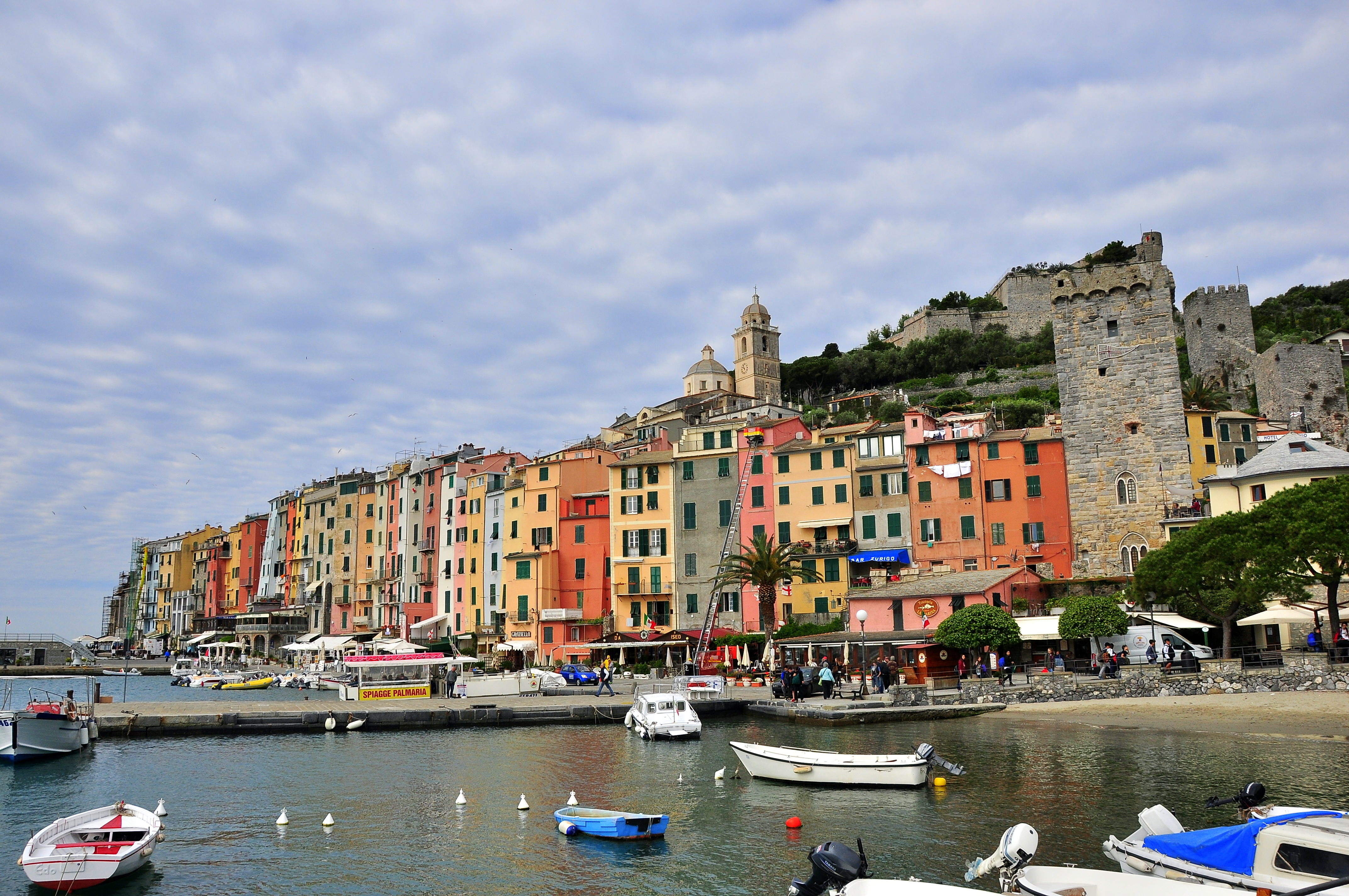
포르토베네레 모습

리구리아의 정치는 대표 간접 민주제라는 체제에서 이뤄지고 있으며, 이에 따라 지방 의회의 대표가 리구리아 행정부와 다당제 체제의 수장이다. 집행권은 지방 행정부가 실시하며, 입법권은 행정부와 지방의회 모두에게 있다.
리구리아 행정부는 5년 임기로 선출되는 도지사들이 주관하며, 부대표를 포함하여 현재 11명으로 이뤄진 의회 대표와 장관들로 구성된다.
리구리아 지방 의회는 의원 40명으로 이뤄져 있고 5년 임기로 선출되며, 행정부 대표가 불신임 투표를 당하거나, 사임 및 사망할 경우에, 'simul stabunt vel simul cadent' 조항(1999년에 도입), 의회는 해산되고 선거가 다시 치러진다.
2015년 5월 31일에 열린 지난 지방 선거에서, 조반니 토티 (전진이탈리아)가 10년간 좌익 행정부를 이끈 클라우디오 부를란도의 후임자인 라파엘라 파이타 (민주당)에 승리를 거두었다.
전국 및 지역 수준에 있어서, 리구리아는 스윙보터 지역으로 여겨지며, 양 정치 세력 그 누구도 우세를 점하지 못하고 있고, 동부의 두 지역은 우익 성향을 띠고, 서부는 좌익 성향을 띤다.

## 행정 구역
| 행정 구역 명칭 | 면적 (km2) | 인구    | 밀집도 (거주민/km2) |
| -------------- | ---------- | ------- | ------------------- |
| 제노바광역시   | 1,838      | 884,945 | 481.5               |
| 임페리아도     | 1,156      | 220,217 | 190.5               |
| 라스페치아도   | 881        | 222,602 | 252.7               |
| 사보나도       | 1,545      | 265,194 | 185.2               |

## 문화

### 음식

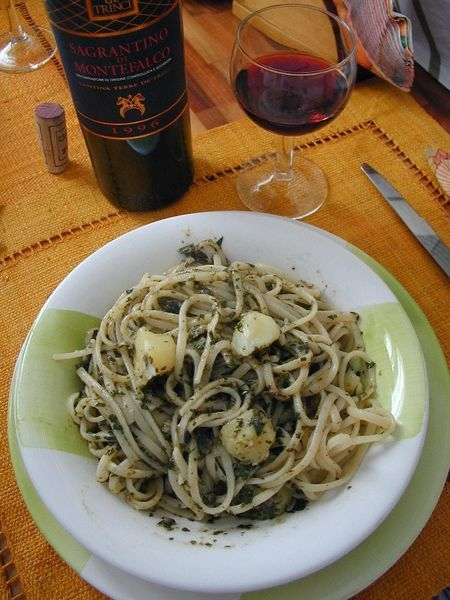
리구리아 전통 방식인 페스토가 들어간 파스타.

리구리아는 이탈리아 요리에서 가장 인기 있는 소스 중 하나인, 신선한 바질, 잣, 올리브유, 마늘, 파마산 치즈 등으로 만든 페스토의 본 고장이다.
해산물은 지중해 요리에 있어 주 재료이고, 시초부터 리구리아 문화에 있어 바다의 일부였기에 리구리아도 예외는 아니다. '추핀'(Ciuppin) 수프는 백포도주, 양파, 마늘로 맛을 내어 남은 생선과 오래된 빵으로 만든다.
채소들, 그 중에서도 특히 콩류는 리구리아 요리에 있어 중요한 부분이다. '메시우아'(Mesciua) 수프는 콩, 올리브유, 파로 (에머밀을 포함한 곡물 품종)로 만든다. 바달루코(Badalucco), 코니오(Conio), 피냐(Pigna) 콩 등은 슬로 푸드에 있어 중요하게 여겨진다.
리구리아 파스타에는 '트레네테', '트로피에', 판소우티(pansòuti) 등이 있다.

### 스포츠
리구리아 지역의 주요 축구 팀은 제노아 CFC와 UC 삼프도리아이며, 두 팀 모두 수십년간 세리에 A에 참가하고 있다. 이들 팀은 스타디오 루이지 페라리스를 홈구장으로 같이 쓰고 있고, 이 둘 간의 경기를 데르비 델라 란테르나라고 부른다. 세 번째로 성공적인 팀으로는 스페치아 칼초이며, 2020년 세리에 A에 데뷔하였다.
프로 레코는 남성 수구 팀으로 세리에 A1에서 우승 33번 LEN 챔피언스 리그에서 우승 9번을 했다.
밀라노-산 레모는 전세계에서 가장 저명한 도로 자전거 경주 대회 중 하나이다.
랄리에 산레모 자동차 경주 대회는 1973년부터 2003년까지 세계 랠리 선수권 대회의 일부였다.

## 같이 보기
- 이탈리아 리비에라